# 1343 Nicole
1343 Nicole eller 1935 FC är en asteroid i huvudbältet som upptäcktes den 29 mars 1935 av den franske astronomen Louis Boyer vid Algerobservatoriet. Den har fått sitt namn efter en släkting till upptäckaren.
Asteroiden har en diameter på ungefär 23 kilometer.